# Philip A. Potter
Pour les articles homonymes, voir Potter.
Philip Alford Potter, né le 19 août 1921 à Roseau, capitale de la Dominique et mort le 31 mars 2015 à Lübeck, Allemagne) est un pasteur de l'Église méthodiste et le troisième secrétaire général du Conseil œcuménique des Églises (1972-1984).

## Biographie
Potter est né dans une famille chrétienne, avec une mère protestante et un père catholique.
Déjà jeune, il a été actif à l'Église comme laïc, avant de devenir un pasteur protestant. Il travaille sur Niévès (Petites Antilles) et avec des personnes de langue créole en Haïti. Il représente la section jamaïcaine du Student Christian Movement à la Conférence mondiale de la jeunesse chrétienne à Oslo en 1947. Puis il parle au nom de la jeunesse lors des deux premières assemblées du Conseil œcuménique des Églises (COE) à Amsterdam en 1948 et Evanston (Illinois) en 1954.
Potter vient à Genève en 1954 pour travailler dans le département de la jeunesse du COE. Puis il rejoint en 1960 l'équipe de la Société missionnaire méthodiste (Methodist Missionary Society) à Londres, en tant que secrétaire pour l'Afrique de l'Ouest et les Caraïbes. En parallèle, il est président de la Fédération universelle des associations chrétiennes d'étudiants (World Student Christian Federation) de 1960 à 1968.
En 1967, Potter retourne à Genève au COE en tant que directeur de la Commission de mission et d'évangélisation, puis il succède à Eugene Carson Blake au poste de secrétaire général en 1972, poste qu'il conserve jusqu'en 1984. Son engagement fait de lui une personnalité de l'œcuménisme mondial.
Lors d'un hommage à l'occasion des 85 ans de Philip Potter, en 2006, Samuel Kobia (alors secrétaire général du COE) a fait remarquer les avancées spectaculaires du COE sous la direction de Potter : « Parmi les plus mémorables se trouvent le développement du document théologique de consensus Baptême, Eucharistie, Ministère, la poursuite de la courageuse campagne contre l'apartheid en Afrique du Sud et d'autres formes de racisme dans le monde, un vif débat sur la nature de la mission chrétienne post-coloniale, un témoignage coordonné pour la paix au sein des tensions Est-Ouest et de la menace d'annihilation nucléaire, autant que l'exploration de nouvelles formes de spiritualité, de culte et de musique tirées des diverses traditions des Églises. »

## Vie privée
La première épouse de Potter, Doreen, était fille d'un pasteur méthodiste jamaïcain. En 1985, Potter épouse Bärbel Wartenberg (de), évêque luthérienne de Lübeck en Allemagne (2001-2008).

## Distinctions
- Prix Niwano de la paix, 1986